# Имишли
Имишли́ (азерб. İmişli) — город в Азербайджане, административный центр Имишлинского района. 

## География
Имишли располагается на Мильской равнине, на левом берегу реки Аракс на расстоянии 207 километров от Баку. По состоянию на 1980 год располагался на железной дороге Баку — Ереван. По состоянию на 1980 год рядом с городом проходила автодорога Али Байрамлы — Фузули.

## История
До 1938 года назывался Гарадонлу. В 1944—1960 годах имел статус посёлка городского типа. По состоянию на 1980 год имел статус города и являлся районным центром Имишлинского района.
По состоянию на 1980 год в городе работали мясокомбинат, депо, асфальтовый завод, районное представительство республиканского государственного комитета индустриально-технического развития, корпус инкубаторной станции, электрическая сеть, 5 общеобразовательных школ, музыкальная школа, 3 библиотеки, дом культуры, клуб, кинотеатр, железнодорожная и центральная районная больницы, туберкулёзный диспансер, поликлиники и др.

## Население
Согласно результатам Азербайджанской сельскохозяйственной переписи 1921 года Имишлы Джеватского (Сальянского) уезда Азербайджанской ССР населяли 214 человек (40 хозяйств). Преобладающая национальность — тюрки-азербайджанцы, а само население состояло из 120 мужчин и 94 женщин.
По переписи 1959 года в посёлке проживало 9479 человек. 
По переписи 1979 года в городе проживало 21 340 человек, а по переписи 1989 года — 25 715 человек. 
В 2002 году население составило 31 тысячу человек, в 2006 — 31,7 тысяч человек.

## Экономика
В период СССР в городе были построены пищевые предприятия, хлопкоочистительный, железобетонных изделий, маслосыродельный, кирпичный, асфальтовый заводы.  
На реке Аракс построена Муганская ГЭС. 
В марте 2006 года в Имишли был открыт крупнейший сахароперерабатывающий завод на Южном Кавказе, Имишлинский сахарный завод, благодаря инвестициям Azersun Holding. В завод вложено 97 миллионов долларов.  
Производительность завода составляет 1800 тонн сахара-сырца в сутки. Завод перерабатывает 10 000 тонн сахарной свеклы в сутки. На заводе работает 1400 человек. 
В 2012 году открыта фабрика по производству кускового сахара. 

## Инфраструктура
В городе расположен стадион им. Г. Алиева на 8500 мест, полностью соответствующий международным стандартам. На нём проводит домашние игры футбольный клуб «MKT-Араз».

## Достопримечательности
- Историко-краеведческий музей[источник не указан 488 дней].

## Галерея

Памятник Самеду Вургуну
Бюст Сабира
Бюст Вагифа Худиева
Памятник Гейдару Алиеву
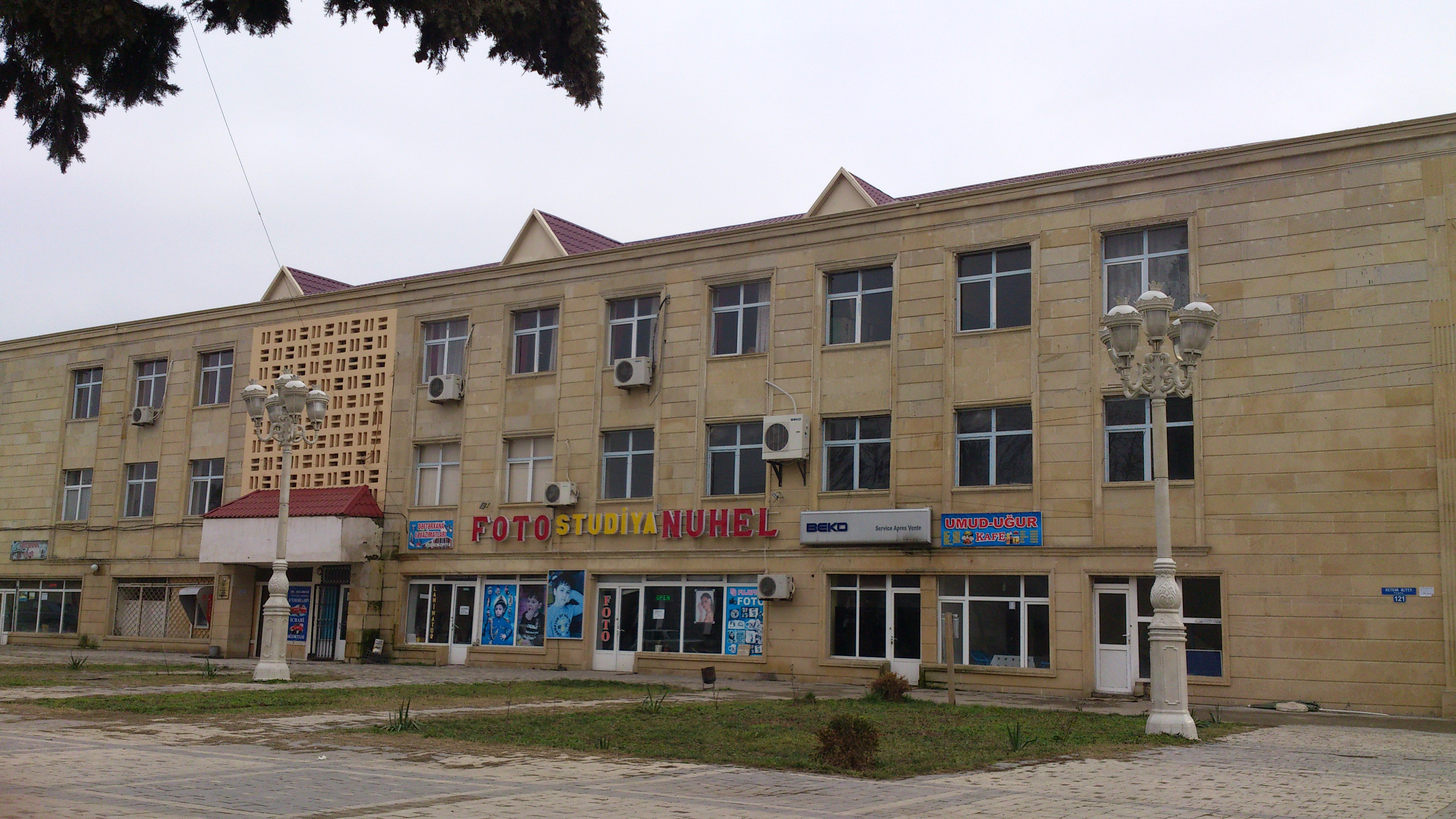
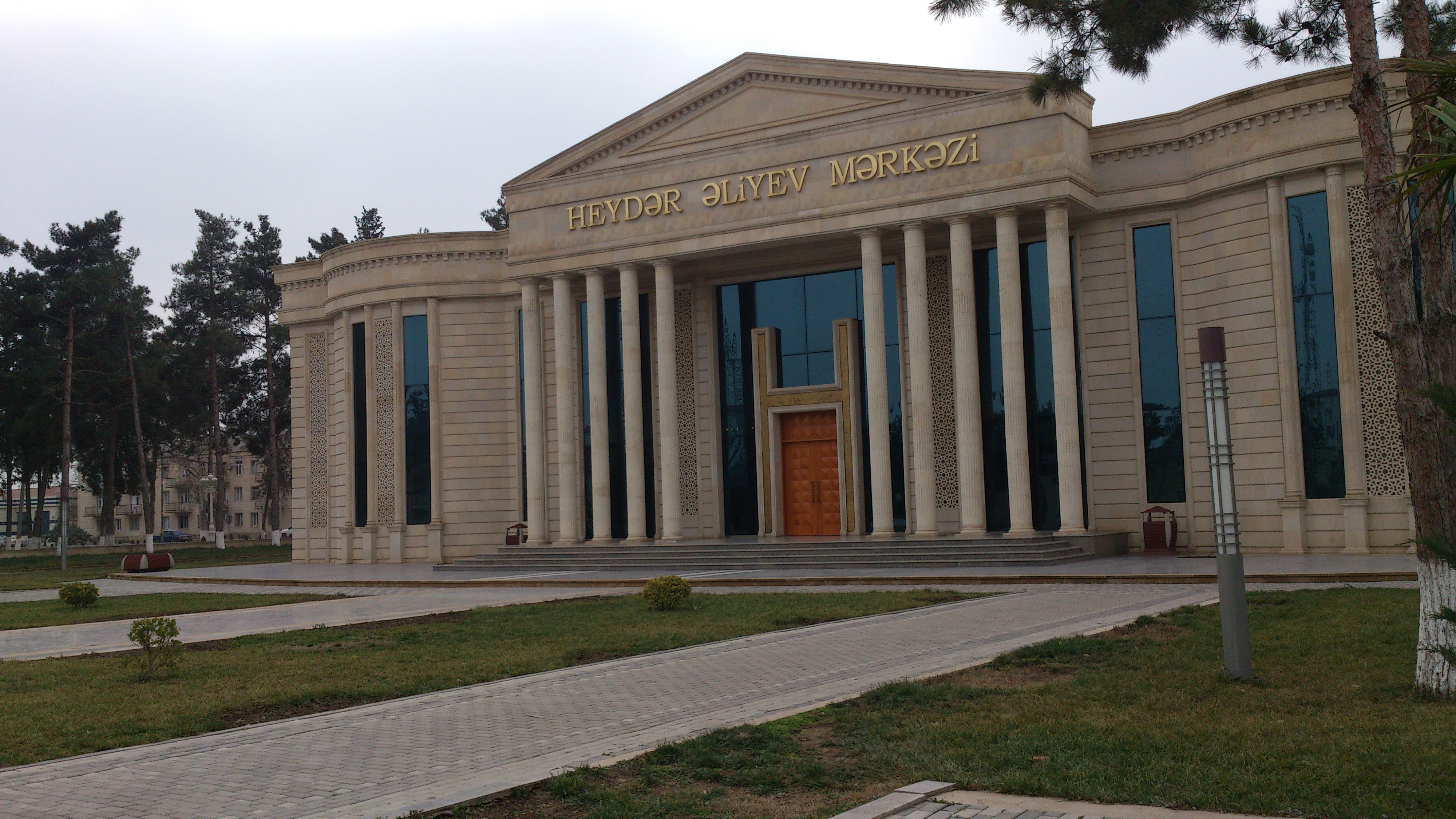
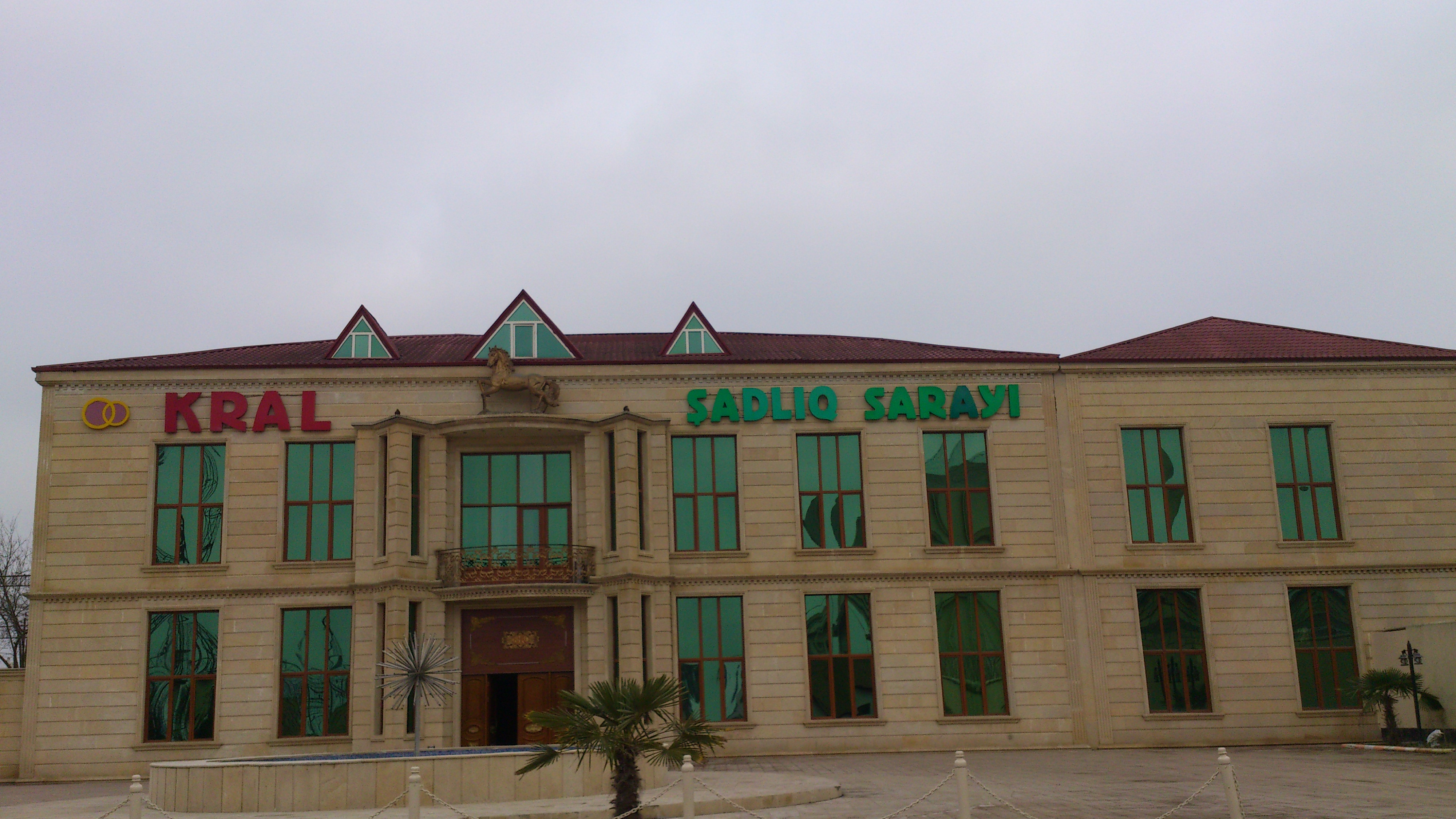
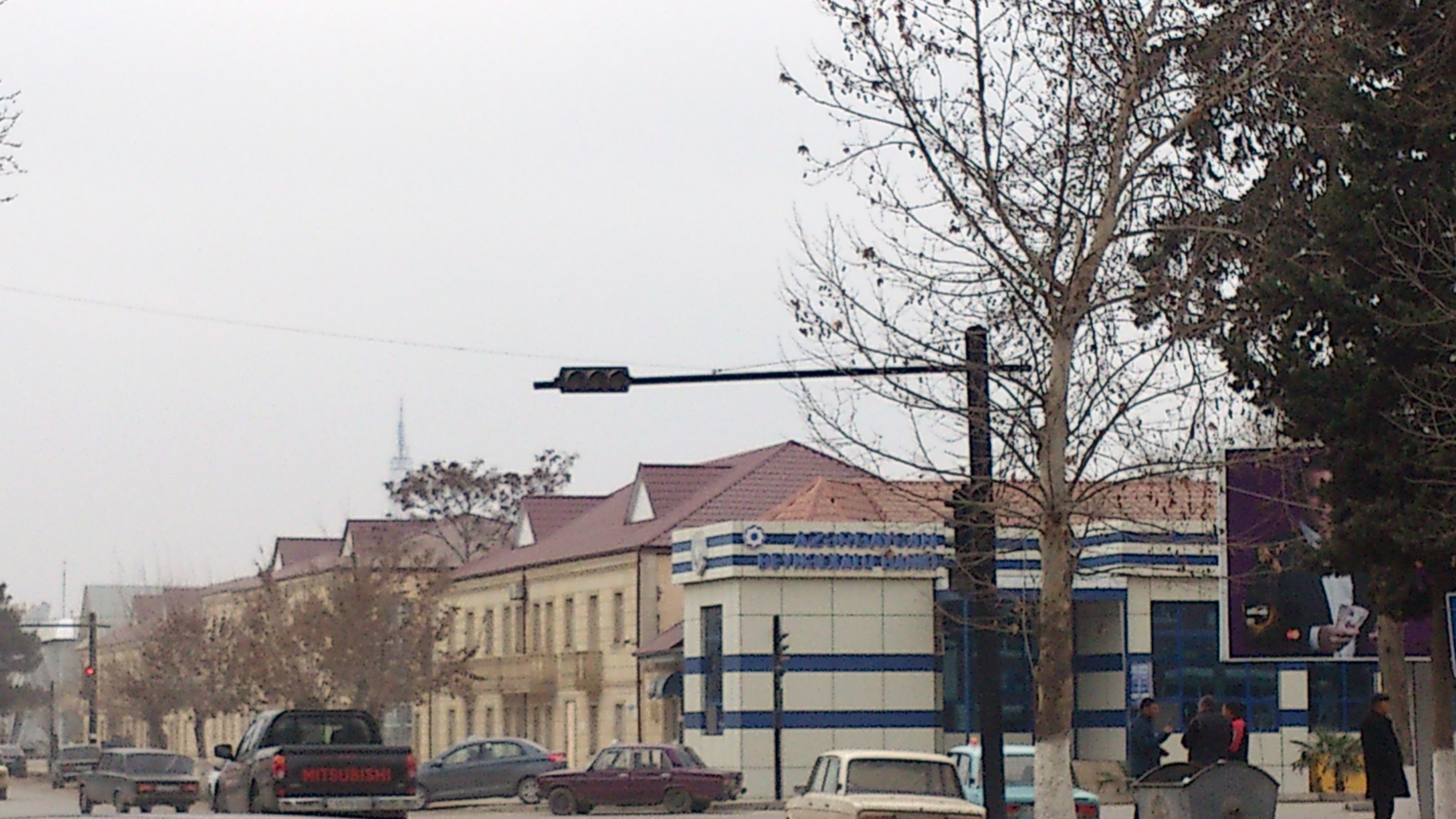
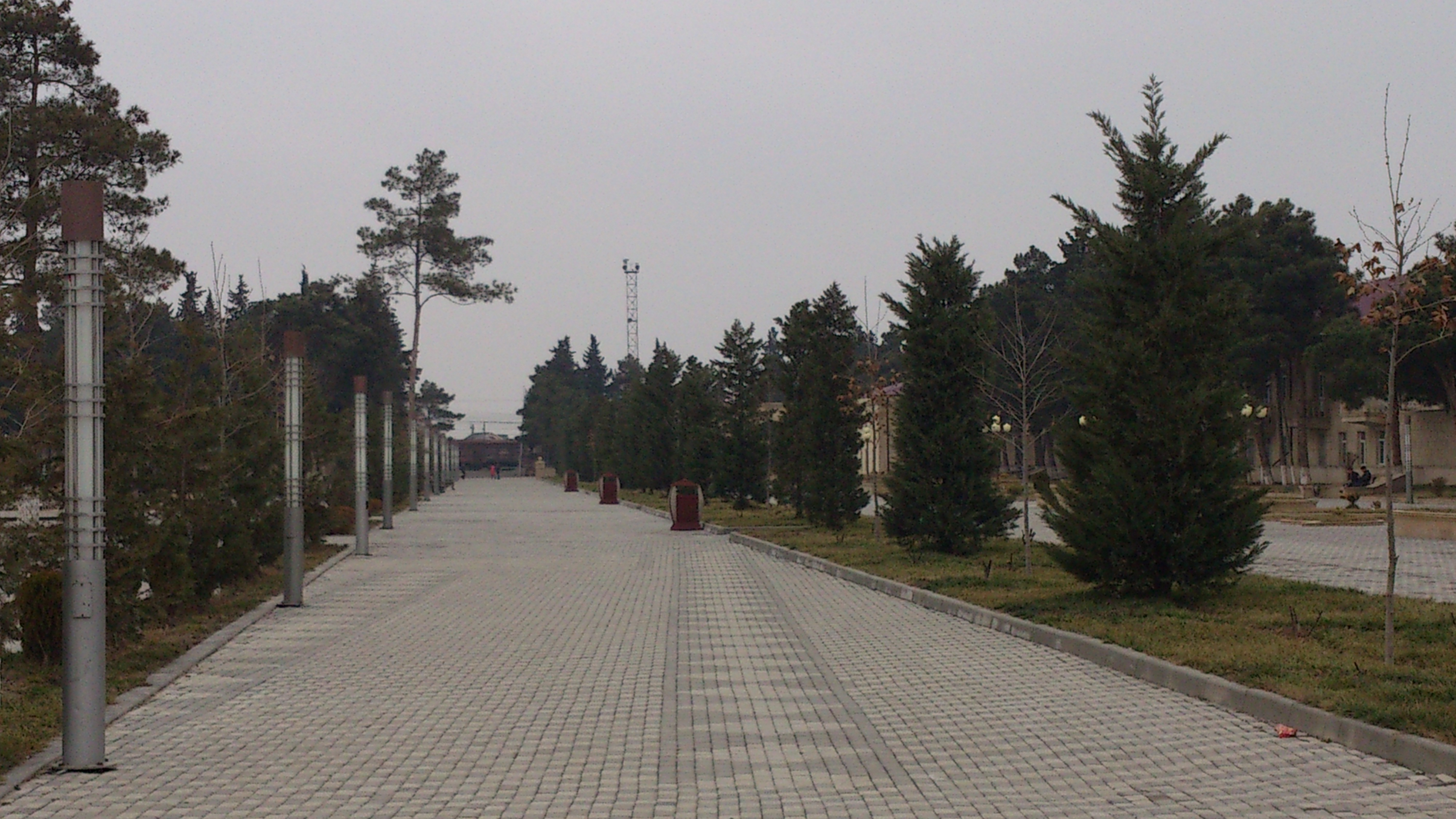